# Reggenza di Langkat
La reggenza di Langkat (in indonesiano: Kabupaten Langkat) è una reggenza dell'Indonesia, situata nella provincia di Sumatra Settentrionale.